# Robert Hoy
Robert Francis "Bobby" Hoy (Nova Iorque, 3 de abril de 1927 – Northridge, 8 de fevereiro de 2010) foi um ator, dublê e diretor norte-americano.

## Vida e carreira
Hoy nasceu e foi criado em Nova Iorque. Mais tarde, ingressou na marinha, servindo na Segunda Guerra Mundial.
A carreira de Bobby Hoy durou 55 anos, primeiro como dublê, depois como ator e diretor. Trabalhou como dublê para estrelas como Tony Curtis, Charles Bronson, Audie Murphy, Tyrone Power, David Janssen, Telly Savalas e Jay Silverheels.
Apareceu em mais de 67 filmes, incluindo Bite the Bullet, The Outlaw Josey Wales, Bronco Billy, The Enforcer e The Great Race.
Na televisão, atuou em mais de 75 programas de TV, incluindo The High Chaparral, onde interpretou Joe Butler entre 1967 a 1971. Outros créditos incluem Combat!, Bat Masterson, Wanted: Dead or Alive, Walker: Texas Ranger, JAG, Dallas (papel recorrente), The Wild Wild West, Mulher Maravilha, Magnum, PI (cinco episódios), The Young Riders e Zorro.
Em 1961, ele se tornou um membro cofundador da The Stuntman's Association of Motion Pictures, entidade que representa e defende os interesses dos dublês de cinema.
Raymond Austin, seu amigo e também diretor, o escalou como diretor de segunda unidade e coordenador de dublês na Espanha, para trabalhar em Zorro e em um piloto de Os Três Mosqueteiros.

## Morte
Bobby Hoy morreu no dia 8 de fevereiro de 2010, aos 82 anos, após uma batalha de seis meses contra um câncer. Estava internado no Hospital Northridge, em Los Angeles.

## Filmografia
- Ambush (1950)
- The Lawless Breed (1953) - Gyp
- The Man from the Alamo (1953)
- Border River (1954) - Sgt. Johnson
- Taza, Son of Cochise (1954) - Lobo
- The Black Shield of Falworth (1954)
- A Star Is Born (1954)
- Four Guns to the Border (1954) - Smitty
- Bengal Brigade (1954) - Lancer
- The Silver Chalice (1954)
- The Long Gray Line (1955) - Kennedy
- Revenge of the Creature (1955) - Charlie
- One Desire (1955)
- Francis in the Navy (1955) - Creavy
- To Hell and Back (1955) - Jennings
- Kiss of Fire (1955)
- Raw Edge (1956)
- Away All Boats (1956) - Seaman
- The Mole People (1956) - Mole Person
- Four Girls in Town (1957) - Indian
- Gun for a Coward (1957) - Danny
- Tammy and the Bachelor (1957) - Boy
- Man of a Thousand Faces (1957)
- Lafayette Escadrille (1958)
- Live Fast, Die Young (1958)
- No Time for Sergeants (1958)
- Twilight for the Gods (1958) - Keim
- The Young Land (1959) - Cowboy
- The Big Fisherman (1959)
- Operation Petticoat (1959) - Reiner
- Spartacus (1960)
- Harlow (1965) - Tim
- Tickle Me (1965) - Henry - Gardener
- The Slender Thread (1965) - Steve Peters
- Nevada Smith (1966) - Tanner
- Assault on a Queen (1966)
- Tobruk (1967)
- 5 Card Stud (1968)
- The Love Bug (1968)
- Rogue's Gallery (1968) - Collins
- Scream Blacula Scream (1973)
- The Don Is Dead (1973) - Hood
- Toke (1973)
- Bank Shot (1974)
- Bite the Bullet (1975) - Lee Christie
- The Duchess and the Dirtwater Fox (1976) - Ingersoll
- The Outlaw Josey Wales (1976)
- The Enforcer (1976) - Buchinski
- The Astral Factor (1978) - Harris
- Bronco Billy (1980)
- The Legend of the Lone Ranger (1981) - Perlmutter
- They Call Me Bruce? (1982)
- Jimmy the Kid (1982)
- Choke Canyon (1986) - Buck
- A Fine Mess (1986) - Levine
- Deadly Stranger (1988) - Shepperd
- Big Chuck, Little Chuck (2004) - Robert Hoy